# Красносёлка (Кировоградская область)
Красносёлка (укр. Красносілка) — село в Александровской поселковой общине Кропивницкого района Кировоградской области Украины.
До 2020 года входило в Александровский район
Население по переписи 2001 года составляло 975 человек. Почтовый индекс — 27330. Телефонный код — 5242. Код КОАТУУ — 3520583501.